# Melrose Hill
Melrose Hill è un piccolo quartiere della città di Los Angeles nascosto nell'area di Hollywood vicino all'Hancock Park.

## Geografia
Melrose Hill si trova nel distretto denominato Hollywood Studio. Si trova a nord della Melsore Ave. a sud della Santa Monica Blvd., ad est della Western Ave. e ad ovest della u.s. 101 detta Hollywood freeway.
Melrose hill è la casa del Lemon Grove Recreation Center.

## Storia
I pochi residenti del distretto non hanno mai voluto legarsi all' East Hollywood Neighborhood Council anche se culturalmente e geograficamente ne farebbero parte.
Anche se oggi i confini dell'area sulla Melrose Avenue sono stati indicati da segnali stradali, pochi conoscono la zona per il suo nome considerandola di volta in volta parte del quartiere di Little Armenia oppure del quartiere di Koreatown.
Nel Gennaio del 2003 la rivista Los Angeles ha eletto l'area come una dei migliori dieci quartieri di Los Angeles.